# أم دم الشريان التاجي
أم دم الشريان التاجي أو التمدد الوعائي للشريان التاجي (بالإنجليزية: Coronary artery aneurysm) هو تمدد (أم دم) غير طبيعي في جزء من الشريان التاجي.

## الأسباب
الأسباب المكتسبة تشمل تصلب الشرايين، [1] مرض كاواساكي والقسطرة التاجية. كما أن هذا التمدد يمكن أيضا أن يكون خلقيا.

## التشخيص
غالبا ما يتم العثور على أم الدم بشكل مفاجئ أثناء عمل تصوير الأوعية التاجية.